# Comité technique (fonction publique française)
Pour les articles homonymes, voir Comité technique et CTP.
Dans la fonction publique française, un comité technique (CT) est une instance de représentation des fonctionnaires et de dialogue avec leur employeur public. Ils ont été instaurés en 2010, prenant la suite des comités techniques paritaires (CTP). Ces comités sont chargés de donner un avis sur les questions collectives, à la différence des commissions administratives paritaires qui examinent les questions individuelles.
En 2019, une loi prévoit leur fusion avec le comité d'hygiène, de sécurité et des conditions de travail : ces deux instances sont alors remplacées par un comité social qui prend le nom, selon le cas, de comité social d'administration (fonction publique d’État), de comité social territorial (fonction publique territoriale) ou de comité social d'établissement (fonction publique hospitalière).

## Histoire
Les comités techniques paritaires ont été créés dans la fonction publique de l'État à la Libération dans le but de mettre du paritarisme dans la fonction publique.
Des comités techniques paritaires ont aussi été institués dans les hôpitaux à la suite de la loi du 31 décembre 1970, avant même que les employés de ces établissements soient officiellement appelés « fonctionnaires ». Les lois de 1983-1984 ont étendu le système des comités techniques paritaires à la fonction publique territoriale. Le fonctionnement des comités techniques paritaires de la fonction publique de l'État a été fixé par le décret no 82-452 du 28 mai 1982.
Les comités techniques paritaires ont été supprimés dans la fonction publique hospitalière au profit de comités techniques d'établissement, en 1991 pour les établissements publics de santé, en 2002 pour les établissements publics sociaux ou médico-sociaux. Il subsiste toutefois des comités consultatifs nationaux qui, à certains égards, rappellent les comités techniques paritaires.
Jusqu'en 2007, les universités ne disposaient pas de comité technique et une commission paritaire d’établissement (CPE) en exerçait plus ou moins les attributions tout en ayant des attributions plus larges, y compris l'examen de certaines questions individuelles. La Loi sur l'autonomie des universités, dans son article 16, a instauré des comités techniques paritaires au sein des universités.
En 2011, le Conseil d'État juge dans son arrêt Danthony que la consultation du comité technique dans ses domaines de compétence « constitue une garantie qui découle du principe de participation des travailleurs à la détermination collective des conditions de travail consacré par le Préambule de la Constitution de 1946 », et a donc valeur constitutionnelle.
À la suite de la signature des accords de Bercy sur le dialogue social dans la fonction publique le 2 juin 2008, la loi no 2010-751 du 5 juillet 2010 relative à la rénovation du dialogue social et comportant diverses dispositions relatives à la fonction publique a modifié le fonctionnement de ces comités. En particulier, le paritarisme strict a été supprimé, et le mot « paritaire » a disparu de l'intitulé. Le fonctionnement des comités techniques se rapproche ainsi de celui de la fonction publique hospitalière. L'autre conséquence de la réforme est, pour la fonction publique de l'État, le passage à l'élection directe des représentants par les fonctionnaires et non plus une désignation sur la base des résultats aux commissions administratives paritaires.
La réforme s'applique progressivement à partir de 2011. L'ensemble des comités techniques de la fonction publique de l'État est renouvelé lors d'élections qui se déroulent du 13 au 20 octobre 2011, sauf pour les comités techniques qui avaient été renouvelés en 2010. Pour ces comités, le décret du 28 mai 1982 modifié reste en vigueur pour les élections, mais leur caractère strictement paritaire est supprimé.
Pour la fonction publique territoriale, la réforme est engagée par le décret no 2011-2010 du 27 décembre 2011 et s'applique au moment du renouvellement général de ces comités, intervenu le jeudi 4 décembre 2014.
Au 1er janvier 2023, les comités techniques sont remplacés par les comités sociaux. 

## Textes
Les comités techniques sont régis : 
- pour la fonction publique d'État, par l'article 15 de la loi no 84-16 et par le décret no 2011-184 du 15 février 2011[5] ;
- pour la fonction publique territoriale, par les articles 32 et 33 de la loi no 84-53 et par le décret no 85-565 du 30 mai 1985 modifié.

## Institution des comités techniques

### Fonction publique d'État
Dans la fonction publique de l'État, des comités techniques peuvent être instaurés à différents niveaux.
Il existe en principe un comité technique dans chaque ministère, appelé comité technique ministériel (CTM), sauf dans les cas où plusieurs ministères ont en commun un comité technique interministériel.
Un comité technique d'administration centrale (CTAC) existe pour les services d'administration centrale, sauf là encore si plusieurs services d'administration centrale, relevant éventuellement de ministères différents, ont un comité technique d'administration centrale en commun.
Dans chaque établissement public de l'Etat ne présentant pas un caractère industriel ou commercial, un comité technique de proximité dénommé comité technique d'établissement public (CTEP), placé auprès du directeur ou du directeur général de l'établissement public concerné, est créé par arrêté du ou des ministres de tutelle. Certains établissements publics peuvent avoir plusieurs comités techniques (un central et des comités locaux) lorsque leur effectif est dispersé géographiquement. Inversement, plusieurs établissements publics peuvent avoir un comité technique en commun.
Il est possible aussi de créer un comité technique de réseau (CTR) compétent à la fois pour des services d'administration centrale et les services déconcentrés relevant d'une même direction générale ou direction. Par exemple, un comité technique de réseau a été institué, dont la compétence s'étend à la fois à l'administration centrale de la Direction générale des douanes et droits indirects et aux services déconcentrés des douanes.
Auprès des services déconcentrés, il existe des comités techniques dont le champ s'étend au ressort géographique du service. Le comité technique peut ainsi être interrégional, régional, académique (dans l'Éducation nationale), ou départemental, on parle alors de comité technique local (CTL).
Des comités techniques spéciaux (CTS) peuvent également être créés dans un service à compétence nationale ou auprès d'une autorité administrative indépendante. Un décret peut en outre créer d'autres comités techniques, en particulier auprès de certaines juridictions, mais aussi à La Poste, qui est une entreprise de droit privé mais employant encore des fonctionnaires.
Sauf les comités techniques spéciaux, un comité technique n'est généralement créé que s'il est compétent pour un service comptant au moins 50 fonctionnaires ou agents, sauf si l'organisation du travail justifie la création d'un comité technique propre à ce service.

### Fonction publique territoriale
Un comité technique est institué auprès des régions et des départements. Il l'est aussi auprès des communes, de leurs groupements ou de leurs établissements publics comptant plus de 50 employés. À partir de 50 agents, la création d'un comité technique est obligatoire. Au-delà de 50 agents, la création d'un CHSCT est également obligatoire.
Des comités techniques sont également établis auprès des centres de gestion, pour les agents relevant de collectivités de moins de 50 agents.
Il est possible d'instituer un seul comité pour une commune et un de ses établissements publics ou plusieurs, ou un comité commun pour un établissement public de coopération intercommunale et une ou plusieurs communes membres.

## Composition
Depuis l'application de la réforme de 2010, les comités techniques ne sont plus paritaires. Avant cette réforme, les comités techniques comprenaient le même nombre de représentants de l'administration d'une part, des fonctionnaires ou agents d'autre part.

### Représentation de l'administration employeur
Chaque CT est présidé par l'autorité responsable de l'administration : 
- dans la fonction publique d'État, par le chef de service (ministre pour le comité ministériel, directeur d'administration centrale pour le comité central ou le comité de réseau, préfet ou directeur de service déconcentré pour un comité local, président ou directeur de l'établissement public, etc.) ;
- dans la fonction publique territoriale, par l'élu, représentant légal de la collectivité (maire, président de conseil départemental ou régional), de l'établissement public local ou du centre de gestion.

Ces présidents peuvent toutefois se faire représenter.
Le président est assisté d'un cadre dirigeant exerçant des responsabilités en matière de gestion des ressources humaines (directeur des ressources humaines, chef du service du personnel, ou à défaut directeur administratif ou secrétaire général). En outre, il peut se faire assister d'autres représentants de l'administration, agents de catégorie A ou assimilés.

### Représentants du personnel
Dans la fonction publique d'État, le nombre de représentants du personnel est fixé par le texte instituant le comité technique, dans la limite de quinze pour les comités techniques ministériels, et de dix pour les autres. Dans la fonction publique territoriale, le nombre des membres dépend de l'effectif des agents et peut varier de 6 à 30.
Dans la fonction publique d'État, les représentants des fonctionnaires sont généralement désignés par les syndicats. Trois modalités de désignation sont prévues. La plus commune est l'élection directe au scrutin de liste. L'élection sur sigle est mise en œuvre lorsque les effectifs concernés sont faibles. Ce système est obligatoire pour moins de 50 agents dans le corps électoral, facultatif si l'effectif se situe entre 50 et 100. Dans ce cas, les électeurs votent pour un « sigle » d'organisation syndicale et, en fonction des résultats obtenus par les différents syndicats, ceux-ci désignent les représentants individuels. Le troisième mode de désignation consigne à ne pas organiser de scrutin pour un comité technique donné, mais de déduire sa composition à partir des élections à un autre comité technique dont le ressort est soit plus large, soit plus étroit.
Dans la fonction publique territoriale, les représentants du personnel au CT sont élus au scrutin de liste.
La durée du mandat des comités techniques est de quatre ans dans la fonction publique de l'État, et suit le rythme de renouvellement des élus locaux (six ans en principe) dans la fonction publique territoriale.

## Attributions
Bien que les représentants du personnel soient appelés à voter sur les textes présentés par l'administration, ils n'ont qu'un rôle consultatif. Toutefois, en cas d'avis défavorable unanime, l'administration est tenue de réexaminer le dossier, mais n'est juridiquement pas tenue de renoncer à son texte. Elle peut éventuellement représenter le même texte à la prochaine réunion et passer outre un nouveau vote défavorable, même unanime.
Les comités techniques sont consultés sur l'organisation générale des services, en particulier sur l'organisation interne, la répartition des services, et sur les méthodes et techniques utilisées au travail. Ils doivent être consultés sur les principales évolutions du métier, et en particulier de l'usage des nouvelles technologies. Au sein du ministère de Défense et de la Gendarmerie nationale, les comités techniques ne sont pas consultés sur l'organisation des organismes militaires à vocation opérationnelle.
Sur le plan social, les comités techniques doivent se prononcer sur les questions touchant aux effectifs, sur la situation des personnels contractuels, sur le travail à temps partiel et sur la répartition des primes. Ils ont un rôle à jouer dans l'égalité professionnelle entre les femmes et les hommes et en particulier sur les conditions de progression professionnelle des femmes. Les comités techniques sont également consultés en matière de formation professionnelle continue.
Les comités techniques se voient présenter périodiquement un rapport sur le fonctionnement de l'administration, de la collectivité ou de l'établissement public dont ils font partie. Ce rapport est annuel pour la fonction publique d'État, annuel ou biennal pour la fonction publique territoriale.
Les comités techniques ministériels ou interministériels de la fonction publique d'État sont aussi consultés sur les textes relatifs au statuts particuliers des différents corps.
Les comités techniques ont également un rôle en matière d'hygiène et sécurité. Partout où le comité technique est assisté d'un comité d'hygiène, de sécurité et des conditions de travail (CHSCT), il est informé de ses travaux et saisi des questions soumises par lui ; il étudie dans tous les cas les éléments d'aménagement des locaux ayant des incidences sur la sécurité ou sur la salubrité.
Dans le cas contraire, particulièrement dans la fonction publique territoriale, les comités techniques exercent les attributions conférées ailleurs aux comités d'hygiène, de sécurité et des conditions de travail.